# فوستينا الصغرى
فوستينا الصُغرى أو فوستينا مينور -مينور باللاتينية تَعني الصغرى- من المُحتمل أنها وُلِدَت في 21 سبتمبر 130، وماتت في شتاء 175، وقيل في ربيع 176، وكانت ابنة الإمبراطور الروماني أنطونيوس بيوس، والإمبراطورة فوستينا الكبرى، وكانت فوستينا الصغرى إمبراطورة رومانية، فقد تزوجت ابن خالها الإمبراطور الروماني ماركوس أوريليوس، وكان زوجها والجنود يكنون لها الاحترام، فأقيم لها قُداس ديني بعد موتها

## حياتها المبكرة
فوستينا سُميت على اسم أمها الامبراطورة فوستينا الكُبرى، وكانت الطفل الرابع والأخير لوالديها، وكانت الابنة الثانية، وكانت الطفل الوحيد لهما الذي عاش حتى مرحلة البلوغ، ووُلِدَت ونشأت في روما، وقد خطط عمها الإمبراطور هادريان مع والدها أن تتزوج لوتشيوس ڤيرس، وقد خطبها في 25 فبراير 138، وكان والد لوتشيوس ولي عهد هادريان، وكان يتبناه، ولكنه مات، وبعد موته جعل هادريان والد فوستينا ولي عهده فأنهى خطبة ابنته مع لوتشيوس، وخطبها لابن خالها ماركوس أوريليوس، والذي أصبح ولي عهد والدها، وتبناه أيضًا

## وراثة الإمبراطورية
في أبريل أو مايو 145، فوستينا تزوجت ماركوس أوريليوس كما هو مُخطَّط له منذ عام 138، وكان حينئذٍ قد تبناه والد فوستينا، لذا فإنه وفقًا للقانون الروماني فإنه قد تزوج أخته، لذا فقد كان عليه أن يحضر أحدًا ممثلًا عن جهة أبيه في الحفل؛ لكي يُعقد، ولكن فإن ما هو معروف عن الحفل قليل لكن قيل أنه كان جديرًا بالمُلاحظة".، وقد صُكَّت العملات التي تحمل صورتها وزوجها وأباها، ولكن لم تتوفر مصادر واضحة عن زواجها في النصوص الناجية، والمصدر الوحيد الناجي من فوستينا، وقد لُقّبت بلقت أوغوستا في 1 ديسمبر 147 بعد ميلاد طفلها الأول

## حياتها كإمبراطورة

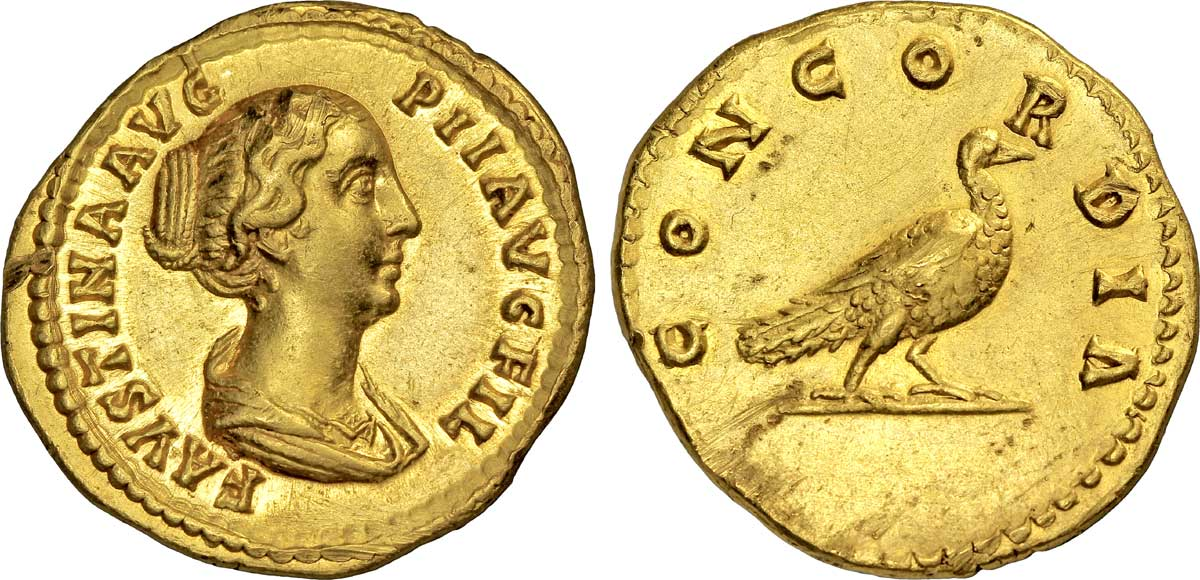
عملة ذهبية رومانية تحمل صورة فوستينا الصغرى

عندما مات أنطونيوس بيوس في 7 مارس 161 اعتلى ماركوس أوريليوس ولوتشيوس فيرن عرش الإمبراطورية الرومانية، وأصبحا إمبراطوريين، وأصبحت فوستينا إمبراطورة.
لا توجد الكثير من المصادر المتبقية بخصوص حياة فوستينا لكن ما هو متوفر لا يعطي أخبار جدية، فقد اتهمها كاسيوس ديو بترتيب الاغتيالات عن طريق السم والإعدام، وأيضًا فقد اُتُهِمَت بتحريض أفيدوس كاسيوس على الثورة ضد زوجها، وقد ذُكر في التاريخ الأغسطسي أنها خانت زوجها مع البحارة والعبيد وذي الرتب والمكانات، ومع ذلك فقد ظهرت هي وزوجها على أنهما يكنان الإخلاص المتبادل لبعضهما